# Blood from Stone (Dare)
Blood from Stone è il secondo album della band Dare, uscito nel 1991.

## Tracce
1. Wings of Fire
2. We Don't Need a Reason
3. Surrender
4. Chains
5. Lies
6. Live to Fight Another Day
7. Cry Wolf
8. Breakout
9. Wild Heart
10. Real Love

## Formazione
- Darren Wharton - voce
- Vinny Burns - chitarra
- Nigel Clutterbuck - basso
- Greg Morgan - batteria
- Brian Cox - tastiera